# Alice Pagani
Alice Pagani (19 de febrero de 1998; Ascoli Piceno, Marcas) es una actriz italiana, es conocida por interpretar a Ludovica en la serie de Netflix Baby.

## Biografía

### Primeros años
Pagani nació en Ascoli Piceno, región de Marcas (Italia) en 1998. Su padre es italiano y su madre argentina, ambos mantienen perfil bajo, tiene un hermano mayor que vive con sus padres en Marcas.
Pagani estaba de vacaciones en Milán por un trabajo como modelo, pero se dio cuenta de que ese entorno no era para ella.Así que tomó el metro para visitar a un amigo en Roma, donde una mujer le propuso ir a clases de actuación para una escuela de actores en busca de nuevas caras para una beca. Admitió que inicialmente creyó que era una estafa, luego realizó una investigación en línea y descubrió que era una academia para actores de Yvonne D'abbraccio y era una de las mejores escuelas de actuación en Italia, y obtuvo la beca. La actriz dijo al respecto: «... no soy yo la que encontré la actuación, me gusta pensar que fue ella la que me encontró».
Las primeras tres audiciones que hizo, las denominó «desastrosas». Ya en la cuarta audición ganó un primer pequeño papel como Ludmilla en la película Il permesso de Claudio Amendola.

### Carrera
En 2017, Pagani actuó en un pequeño papel como Ludmilla en la película Il permesso de Claudio Amendola. Luego, participó en la película Classe Z de Guido Chiesa en el papel de Viola Chiaretti, y apareció en dos cortometrajes Siamo la fine del mondo y Noyz Narcos: Sinnò Me Moro. Al año siguiente, Pagani interpreta a Stella en Loro 1 y Loro 2 dirigida por Paolo Sorrentino y protagonizada por Toni Servillo. Para el papel tuvo que estudiar danza durante varios meses y hacer escenas de desnudos, debido a que estudió en una escuela de arte mayormente dibujaba cuerpos desnudos por lo que siempre consideró «el cuerpo como arte», y señaló que «Este aspecto me ha permitido no avergonzarme, si se hace algo en nombre del arte que algo no puede sino volverse mágico».

### Vida personal
Desde agosto de 2021 mantiene una relación con el músico Dustin Phil.
Su cuenta de Instagram activa y oficial es @opheliamillaiss donde tiene más de 2 millones de seguidores. 

## Filmografía
| Cine       | Cine                                           | Cine            | Cine             |
| Año        | Título                                         | Rol             | Notas            |
| ---------- | ---------------------------------------------- | --------------- | ---------------- |
| 2008       | The Story of your Life(La historia de tu vida) | Teresa          |                  |
| 2017       | Il permesso - 48 ore fuori                     | Ludmilla        |                  |
| 2017       | Classe Z                                       | Viola Chiaretti |                  |
| 2017       | Siamo la fine del mondo                        | Giulia          | Cortometraje     |
| 2018       | Loro 1                                         | Stella          |                  |
| 2018       | Loro 2                                         | Stella          |                  |
| 2018       | Ricordi?                                       | Benedetta       |                  |
| 2019       | The Poison Rose (La rosa venenosa)             | Violet Gregory  |                  |
| 2021       | Non Mi Uccidere (No me mates)                  | Mirta y Luna    |                  |
| 2021       | All Star - Ritorno al cinema                   |                 | Cortometraje     |
| Televisión |                                                |                 |                  |
| Año        | Título                                         | Rol             | Notas            |
| 2018–2020  | Baby                                           | Ludovica Storti | Elenco principal |

| Otros | Otros                                    | Otros       | Otros     |
| Año   | Título (Músico)                          | Rol         | Notas     |
| ----- | ---------------------------------------- | ----------- | --------- |
| 2017  | Fidati ancora di me (Alessandra Amoroso) |             | Videoclip |
| 2017  | Borderline (Lowlow)                      |             | Videoclip |
| 2018  | Sinnò Me Moro (Noyz Narcos)              | Vedova      | Videoclip |
| 2021  | Siamo qui (Vaso Rossi)                   | (Principal) | Videoclip |